# 안효연
안효연(安孝錬, 1978년 4월 16일 ~ )은 대한민국의 은퇴한 축구 선수이자 현 지도자이다. 선수 시절 포지션은 공격수이다.

## 출신학교
- 인천부평초등학교
- 부평동중학교
- 부평고등학교
- 동국대학교

## 개요
경기도 인천시 출생으로 인천부평초등학교, 부평동중학교, 부평고등학교, 동국대학교를 졸업하였다. 수원 삼성 블루윙즈에 입단한 뒤 가진 팬즈데이 행사에서 인기 가요인 '맨발의 청춘'을 열창하였고, 이후 이 음악에 맞춘 독특한 골 세레머니를 하여 '맨발의 청춘'이라는 별명이 붙었다.

## 축구인 생활

### 선수 생활
1999년 K리그 포항 스틸러스에서 데뷔하여, 그 해 팀의 1부 리그 승격에 큰 공헌을 하였고, 2002년 FA컵 우승에 공헌하였다. 2003년 부산 아이콘스로 이적하여, 2004년 울산 현대 호랑이와 준결승전에서 4골을 기록하는 등의 활약으로 FA컵 우승에 일조하였다.
2005년 수원 삼성 블루윙즈로 이적하였고, 2006년 데니스 락티오노프와의 맞트레이드로 성남 일화 천마로 옮겨 그 해 K-리그 우승에 기여하였다. 2007년, 이전 소속팀인 수원 삼성 블루윙즈로 임대된 후 팀의 2008 K-리그 우승에 공헌하였다. 2009년 전남 드래곤즈로 이적하였으나 큰 활약을 보이지 못하고 2009년 여름에 일본 J리그 요코하마 FC로 이적하였다.
2010년 6월, 싱가포르 S-리그의 홈 유나이티드로 이적하였으나 입단 직후 입은 부상으로 팀에서 방출당한 후 인도네시아의 페르셀라 라몽간에 입단하였다.

### 국가 대표 생활
1999년과 2000년에 설기현, 이동국과 함께 올림픽 대표팀에서 활약하였다.
1998년 11월 22일, 한중 정기전에서 중국과의 경기로 A매치 데뷔전을 치렀다. A매치 14경기에서 6골을 넣었다.

### 지도자 생활
2013년 용호고등학교 축구부 코치로 부임하였다.

## 경력

### 선수 경력
- 1999년 ~ 2001년  포항 스틸러스
- 2003년 ~ 2004년  부산 아이콘스
- 2005년  수원 삼성 블루윙즈
- 2006년  성남 일화 천마
- 2007년 ~ 2008년  수원 삼성 블루윙즈 (임대)
- 2009년  전남 드래곤즈
- 2009년  요코하마 FC
- 2010년  홈 유나이티드
- 2010년  페르셀라 라몽간
- 2011년 ~ 2012년  빈탕 메단
- 2012년 ~ 2013년  PSMS 메단
- 2013년 ~ 2014년  람빵 FC

## 수상

### 클럽

#### 교토 퍼플 상가
- J2리그 우승 1회 (2001년)
- 천황배 전일본 축구 선수권 대회 우승 1회 (2002년)

#### 부산 아이콘스
- FA컵 우승 1회 (2004년)

#### 수원 삼성 블루윙즈
- K-리그 우승 1회 (2008년)
- 하우젠 컵 우승 2회 (2005년, 2008년)
- 대한민국 슈퍼컵 우승 1회 (2005년)
- A3 챔피언스컵 우승 1회 (2005년)

#### 성남 일화 천마
- K-리그 우승 1회 (2006년)
- 하우젠 컵 준우승 1회 (2006년)

## 참고 문헌
- 안효연이 말하는 #히딩크호 #포터필드 #EPL진출 썰 리와人드